# Pantana droa
Pantana droa är en fjärilsart som beskrevs av Swinhoe 1906. Pantana droa ingår i släktet Pantana och familjen tofsspinnare. Inga underarter finns listade i Catalogue of Life.